# CARAT!光之魔法國
《CARAT!光之魔法國》（日語：からっと!）是渡邊祥智的漫畫作品。

原本在《Comic Blade ZEBEL》連載，在此雜誌停刊後，於2007年9月轉移到《月刊Comic Blade Avarus》連載至2009年10月，單行本全2卷。

## 劇情簡介
國中三年級的少女馬場香音，因為周遭人對自己的觀感和自我評價有差距感到困擾，想要做些什麼來改變自己。某天，香音在垃圾箱中撿到一個隱形眼鏡盒，打開盒子後，一個女孩隨著大量煙霧登場。少女自稱為優妮，是來自卡拉特的女王候補，因為擁有魔法之力而不得不和同為女王候補的好友戰鬥。為了避免和好友直接戰鬥，少女請求香音代替自己使用力量。香音認為這是改變自己的大好機會，便答應幫忙……於是缺乏緊張感的代理戰爭就此開始。

## 登場角色
聲優為廣播劇CD的版本。

### 女王候補與代理人
馬場 香音（聲優：雪野五月）
本作主角，就讀國中三年級。頭髮綁成雙馬尾，帶著眼鏡，被周圍取了「班長」這個綽號，但本人十分討厭這個綽號。被優妮授與魔法力量，能夠變身為魔法少女，並被捲入卡拉特的女王爭奪戰。喜歡烏龍麵，使用魔法時的咒文也都是食物。
性格和言行皆相當中性、粗魯，不太會念書，朋友們說她不說話時看起來蠻聰明的。
變身後頭髮綁成四束，同時變出兩束像是觸角的呆毛。
香音和步人姓的第一個字合起來便是「笨蛋（馬鹿）」。
優妮（聲優：金田朋子）
魔法王國卡拉特的少女。擁有強大的魔法力量，因而和好友梅莉莎一起被選為卡拉特的次期女王候補。由於討厭和好朋友互相爭鬥，兩人各自選出自己的代理人，想讓代理人來決定勝負而把魔法力量託付給香音。
性格少根筋，常被香音劇烈的吐槽。
現在在香音家裡吃閒飯，對香音的父母進行記憶操作，讓他們以為她是「神派來守護馬場一家免於受到暴龍D・MAX攻擊的傳說中的偉大戰士」而成功的住進香音家。
梅莉莎（聲優：皆川純子）
優妮的好友，同為女王候補。把力量託付給鹿島步人。個性害羞溫順。
鹿島 步人（聲優：淺川悠）
和香音就讀同國中的少年，真正的班長。精通文武兩道，加上外表出色，十分受到女性歡迎。接受了梅莉莎的魔法力量而能夠變身為魔法少年。在人前拉鍊沒拉也不在意，也能夠大方的剔牙齒，完全沒有羞恥心。
外表中性，和香音初次見面時，香音都一直以為他是女生。

### 石頭精靈
每當勝負決定時（勝負幾乎都是由石頭精靈擅自決定的），石頭會埋進變身道具中，先拿到五個石頭的人可以成為卡拉特女王。對代理人來說沒有什麼好處。
愛之石精靈 吉爾（聲優：關俊彥）
管理卡拉特的「愛」的石頭精靈。在香音和步人初次對戰後幾天，出現在兩人面前，宣告兩人的戰鬥無效（因為沒有靠魔法分出勝負）。個性沉穩但步調獨特，並且有點黑心，佛斯和摩爾塔巴都很怕他。
安詳之石精靈 佛斯（聲優：寺島拓篤）
管理卡拉特的「安詳」的石頭精靈。個性和名字相反，從言行當中找不到一絲安詳的形象而被香音吐槽。和療癒之石精靈摩爾塔巴關係不好，兩人常爭論誰才是真正的穩重派。
療癒之石精靈 摩爾塔巴（聲優：寺島拓篤）
管理卡拉特的「療癒」的石頭精靈。特徵為極端的上吊眼。和佛斯一樣，形像和名字完全不符合。
嘆息之石精靈 洛修（聲優：柿原徹也）
喜悅之石精靈 雷內德（聲優：近藤隆）
寂寞之石精靈 達菲（聲優：鈴木達央）

### 布萊利恩四天王
卡拉特邊境，名為布萊利恩的村子出身的三個笨蛋魔法使。號稱四天王但成員只有三個人，第四名成員正在募集中。
傑拉德（聲優：子安武人）
布萊利恩四天王的首領。披著像是吸血鬼伯爵的披風。企圖讓王子漢尼耶魯醒來，並把他的魔力占為己有而企圖搶奪香音等人的石頭。能使用召換咒文，卻因為缺乏魔力而只能召喚鴿子。
賽因（聲優：野島健兒）
布萊利恩四天王之一。能使用劍斬開魔法而讓魔法無效化（但無法完全防止魔法）。
艾薩克（聲優：杉山紀彰）
布萊利恩四天王之一。外表、氣氛最接近魔法師。魔法受到詛咒，全部都會命中自己。個性獨特，自己說自己很沒用。想到的事會立刻說出口，因而被賽因塞住嘴巴。

### 卡拉特
女王 彌賽爾芭
卡拉特女王。對於戰爭用「這樣也無妨啊？」的態度乾脆的同意。
王子漢尼耶魯

## 出版書籍

### 日文版
1. 2007年4月30日 ISBN 978-4-86127-374-2
2. 2010年1月9日 ISBN 978-4-86127-691-0

### 中文版
1. 2008年1月10日 ISBN 978-986-10-0952-0
2. 2011年1月20日 ISBN 978-986-10-0953-7

## 外部連結
- （日語）月刊Comic Blade Avarus官方網站（页面存档备份，存于）